# 茱莉·达瓦尔·雅各布森
茱莉·达瓦尔·雅各布森（丹麥語：Julie Dawall Jakobsen，1998年3月25日—），丹麥女子羽毛球運動員。

## 簡歷

### 早年及出道
茱莉·达瓦尔·雅各布森自8歲開始隨家人在Virum市內的俱樂部打羽毛球，到9歲時開始參加羽毛球比賽，及至11歲時首次入選丹麥國家羽毛球隊。2014年5月，她出戰西班牙羽毛球公開賽，初次踏足成人級別的國際賽事。

### 2015年 歐青賽女双夺冠
2015年3月，茱莉·达瓦尔·雅各布森代表丹麥參加波蘭盧賓舉行的歐洲青年羽毛球錦標賽，助丹麦队赢得混合團體季军；此外，她还赢得欧青赛女子单打亚军，与青年期的迪特·瑟比·汉森赢得女子双打冠军。同年4月，她与塞西莉·芬尼-易普森出战克羅地亞羽毛球國際賽，在女双準决赛以1比2（21-19、14-21、19-21）不敌队友的茱莉·芬尼-易普森/迪特·瑟比·汉森。

### 2016年
2016年1月，茱莉·达瓦尔·雅各布森出战冰島羽毛球國際賽，在女单决赛以2比1（19-21、21-15、21-16）击败了赛会6号种子、芬兰的艾里·米凯拉，夺得其首个國際系列賽女单冠军；此外，还与麦尔·苏罗的女双準决赛以0比2（14-21、11-21）不敌赛会3号种子、英格兰强档的克洛伊·比尔切/珍妮·沃尔沃克。同年2月，她代表丹麦参加俄羅斯喀山举办的歐洲女子羽毛球團體錦標賽，助球队赢得女子團體冠军。同年4月，她出战荷蘭羽毛球國際賽，在女单準决赛以0比2（18-21、19-21）不敌赛会头号种子、队友的梅蒂·波尔森。同年5月，她出战斯洛文尼亞羽毛球國際賽，在女单决赛以2比0（21-15、21-7）击败了赛会2号种子、队友的索菲·霍尔姆伯·达尔，赢得欧洲赛女单冠军。同年6月，她与伊琳娜·阿美莱·安德森出战西班牙羽毛球國際賽，在女双準决赛以0比2（17-21、4-21）不敌日本强档的福島由紀/志田千陽。同年8月，她出战保加利亞羽毛球公開賽，在女单决赛以0比2（24-26、11-21）不敌赛会7号种子、西班牙名将的克拉拉·阿苏尔门迪，赢得亚军。同年11月，她出战芬蘭羽毛球國際賽，在女单準決賽以0比3（9-11、9-11、12-14）不敌赛会8号种子、队友的伊琳娜·阿美莱·安德森；此外，还与伊琳娜·阿美莱·安德森的女双决赛以3比1（11-8、7-11、11-3、11-9）击败了跨国组合的（丹麦：卡米拉·马滕斯/斯洛伐克：玛蒂娜·雷皮斯卡），赢得欧洲赛女双冠军。

### 2017年
2017年2月，茱莉·达瓦尔·雅各布森代表丹麦参加波蘭盧賓举办的歐洲羽毛球混合團體錦標賽，助球队赢得混合團體冠军。同年4月，她代表丹麦参加法国米卢斯举办的歐洲青年羽毛球錦標賽，助丹麦队赢得混合團體季军；此外，她在女单决赛以2比0（21-8、21-17）击败了赛会12号种子、乌克兰的玛丽娜·伊莱恩斯卡亚，赢得女子单打冠军；与青年期的亚历山德拉·博尔在女双决赛以0比2（14-21、14-21）不敌赛会头号种子、瑞典的艾玛·卡尔松/约翰娜·芒努松，赢得女子双打亚军。同年5月，她出战斯洛文尼亞羽毛球國際賽，在女单决赛以2比0（21-19、21-14）击败了中国的齐雪霏，成功卫冕女单冠军。同年9月，她出战比利時羽毛球國際賽，在女单準决赛以1比2（23-21、14-21、16-21）不敌赛会头号种子、西班牙的比阿特丽斯·科拉莱斯。

### 2018年
2018年1月，茱莉·达瓦尔·雅各布森出战瑞典羽毛球公開賽，在女单决赛以1比2（13-21、21-12、19-21）不敌队友的米歇尔·斯科斯特鲁普，赢得亚军。同年2月，她代表丹麦参加俄羅斯喀山举办的歐洲羽毛球女子團體錦標賽，助球队赢得女子團體冠军。同年3月，她出战葡萄牙羽毛球國際賽，在女单以0比2（15-21、18-21）不敌队友的安娜·蒂亚·马德森。同年4月，她出战荷蘭羽毛球國際賽，在女单决赛以2比1（17-21、21-15、21-11）击败了马来西亚的蒂娜·穆拉里塔兰，赢得欧洲赛女单冠军。

## 主要比賽成績
只列出曾進入準決賽的國際賽事成績：
| 年份   | 賽事                       | 公開賽級別 | 項目     | 拍檔                 | 成績   |
| ------ | -------------------------- | ---------- | -------- | -------------------- | ------ |
| 2015年 | 歐洲青年羽毛球錦標賽       | 其他       | 混合團體 | －                   | 季軍   |
| 2015年 | 歐洲青年羽毛球錦標賽       | 其他       | 女子單打 | －                   | 亞軍   |
| 2015年 | 歐洲青年羽毛球錦標賽       | 其他       | 女子雙打 | 迪特·瑟比·汉森       | 冠軍   |
| 2015年 | 克羅地亞羽毛球國際賽       | 國際系列賽 | 女子雙打 | 塞西莉·芬尼-易普森   | 準決賽 |
| 2016年 | 冰島羽毛球國際賽           | 國際系列賽 | 女子單打 | －                   | 冠軍   |
| 2016年 | 冰島羽毛球國際賽           | 國際系列賽 | 女子雙打 | 麦尔·苏罗            | 準決賽 |
| 2016年 | 歐洲女子羽毛球團體錦標賽   | 其他       | 女子團體 | －                   | 冠軍   |
| 2016年 | 荷蘭羽毛球國際賽           | 國際系列賽 | 女子單打 | －                   | 準決賽 |
| 2016年 | 斯洛文尼亞羽毛球國際賽     | 國際系列賽 | 女子單打 | －                   | 冠軍   |
| 2016年 | 西班牙羽毛球國際賽         | 國際挑戰賽 | 女子雙打 | 伊琳娜·阿美莱·安德森 | 準決賽 |
| 2016年 | 保加利亞羽毛球公開賽       | 國際系列賽 | 女子單打 | －                   | 亞軍   |
| 2016年 | 芬蘭羽毛球國際賽           | 國際系列賽 | 女子單打 | －                   | 準決賽 |
| 2016年 | 芬蘭羽毛球國際賽           | 國際系列賽 | 女子雙打 | 伊琳娜·阿美莱·安德森 | 冠軍   |
| 2017年 | 歐洲羽毛球混合團體錦標賽   | 其他       | 混合團體 | －                   | 冠軍   |
| 2017年 | 歐洲青年羽毛球錦標賽       | 其他       | 混合團體 | －                   | 季軍   |
| 2017年 | 歐洲青年羽毛球錦標賽       | 其他       | 女子單打 | －                   | 冠軍   |
| 2017年 | 歐洲青年羽毛球錦標賽       | 其他       | 女子雙打 | 亚历山德拉·博尔      | 亞軍   |
| 2017年 | 斯洛文尼亞羽毛球國際賽     | 國際系列賽 | 女子單打 | －                   | 冠軍   |
| 2017年 | 比利時羽毛球國際賽         | 國際挑戰賽 | 女子單打 | －                   | 準決賽 |
| 2018年 | 瑞典羽毛球公開賽           | 國際系列賽 | 女子單打 | －                   | 亞軍   |
| 2018年 | 歐洲羽毛球女子團體錦標賽   | 其他       | 女子團體 | －                   | 冠軍   |
| 2018年 | 葡萄牙羽毛球國際賽         | 國際系列賽 | 女子單打 | －                   | 準決賽 |
| 2018年 | 荷蘭羽毛球國際賽           | 國際系列賽 | 女子單打 | －                   | 冠軍   |
| 2018年 | 意大利羽毛球國際賽         | 國際挑戰賽 | 女子單打 | －                   | 冠軍   |
| 2019年 | 歐洲羽毛球混合團體錦標賽   | 其他       | 混合團體 | －                   | 冠軍   |
| 2019年 | 芬蘭羽毛球公開賽           | 國際挑戰賽 | 女子單打 | －                   | 冠軍   |
| 2019年 | 愛爾蘭羽毛球公開賽         | 國際挑戰賽 | 女子單打 | －                   | 亞軍   |
| 2019年 | 蘇格蘭羽毛球公開賽         | 國際挑戰賽 | 女子單打 | －                   | 準決賽 |
| 2019年 | 意大利羽毛球國際賽         | 國際挑戰賽 | 女子單打 | －                   | 準決賽 |
| 2020年 | 歐洲羽毛球男女子團體錦標賽 | 其他       | 女子團體 | －                   | 冠軍   |
| 2021年 | 丹麥羽毛球大師賽           | 國際挑戰賽 | 女子單打 | －                   | 亞軍   |
| 2021年 | 威爾斯羽毛球國際賽         | 國際挑戰賽 | 女子單打 | －                   | 準決賽 |
| 2023年 | 荷蘭羽毛球公開賽           | 國際挑戰賽 | 女子單打 | －                   | 冠軍   |
| 2023年 | 阿布達比羽毛球大師賽       | 超級100賽  | 女子單打 | －                   | 準決賽 |
| 2024年 | 歐洲羽毛球男女子團體錦標賽 | 其他       | 女子團體 | －                   | 冠軍   |
| 2024年 | 歐洲羽毛球錦標賽           | 其他       | 女子單打 | －                   | 季軍   |
| 2024年 | 海洛羽毛球公開賽           | 超級300賽  | 女子單打 | －                   | 準決賽 |
| 2024年 | 愛爾蘭羽毛球公開賽         | 國際挑戰賽 | 女子單打 | －                   | 準決賽 |
| 2024年 | 蘇格蘭羽毛球公開賽         | 國際挑戰賽 | 女子單打 | －                   | 冠軍   |
| 2025年 | 歐洲羽毛球混合團體錦標賽   | 其他       | 混合團體 | －                   | 冠軍   |
| 2025年 | 歐洲羽毛球錦標賽           | 其他       | 女子單打 | －                   | 季軍   |

| 2007-2017年 | 首要超級賽 | 超級賽 | 黃金大獎賽 | 大獎賽 | 國際挑戰賽 | 國際系列賽 | 未來系列賽 | 其他 |

| 2018-2026年 | 總決賽 | 超級1000賽 | 超級750賽 | 超級500賽 | 超級300賽 | 超級100賽 | 國際挑戰賽 | 國際系列賽 | 未來系列賽 | 其他 |

### 奧運會和世錦賽參賽紀錄
|          | 2021 |
| -------- | ---- |
| 女子單打 | 32強 |